# Championnat des îles Féroé de football 1970
Navigation
Meistaradeildin 1969 Meistaradeildin 1971
C'est le KÍ Klaksvík qui remporte le titre cette année après avoir terminé en tête du classement, avec deux points d'avance sur le HB Tórshavn.

## Les clubs participants
| \| B36 HB KÍ TB VBV \| Localisation des clubs engagés dans le championnat 1970. |
| B36 HB KÍ TB VBV                                                                |

- B36 Tórshavn

- HB Tórshavn

- KÍ Klaksvík - Tenant du Titre

- TB Tvøroyri

- VB Vágur

## Compétition

### Classement[n 1]
| Rang | Équipe          | Pts | J | G | N | P | Bp | Bc | Diff |
| ---- | --------------- | --- | - | - | - | - | -- | -- | ---- |
| 1    | KÍ Klaksvík (T) | 12  | 8 | 6 | 0 | 2 | 27 | 6  | +21  |
| 2    | HB Tórshavn     | 10  | 8 | 4 | 2 | 2 | 23 | 16 | +7   |
| 3    | TB Tvøroyri     | 9   | 8 | 4 | 1 | 3 | 15 | 13 | +2   |
| 4    | VB Vágur        | 5   | 8 | 2 | 1 | 5 | 10 | 32 | -22  |
| 5    | B36 Tórshavn    | 4   | 8 | 1 | 2 | 5 | 9  | 17 | -8   |

|  | Vainqueur du championnat 1970                                |
|  | (T) Tenant du titre (C) Vainqueur de la Coupe des îles Féroé |

### Résultats[n 1]
| Résultats (▼dom., ►ext.) | B36 | HB  | KÍ  | TBT | VBV  |
| B36 Tórshavn             |     | 2-2 | 1-2 | 0-1 | 5-0  |
| HB Tórshavn              | 5-1 |     | 3-2 | 4-2 | 7-0  |
| KÍ Klaksvík              | 4-0 | 4-0 |     | 3-0 | 10-0 |
| TB Tvøroyri              | 3-0 | 1-1 | 0-1 |     | 4-2  |
| VB Vágur                 | 0-0 | 4-1 | 2-1 | 2-4 |      |

## Bilan de la saison
| Championnat des îles Féroé de football 1970 |                         |
| Champion                                    | KÍ Klaksvík (14e titre) |
| Coupes et trophées                          |                         |
| Vainqueur de la Coupe des îles Féroé 1970   | non attribuée           |
| Promotions et relégations                   |                         |
| Promus en Meistaradeildin                   | non                     |
| Relégués en Meðaldeildin                    | non                     |